# Аспаррагера
Аспарраге́ра (кат. Esparreguera, вимова літературною каталанською [əspərə'ɣeɾə]) — муніципалітет, розташований в Автономній області Каталонія, в Іспанії. Код муніципалітету за номенклатурою Інституту статистики Каталонії — 80765. Знаходиться у районі (кумарці) Баш-Любрагат (коди району — 11 та BT) провінції Барселона, згідно з новою адміністративною реформою перебуватиме у складі баґарії (округи) Барселона. За кількістю населення у 2007 р. місто займало 59 місце серед муніципалітетів Каталонії.

## Назва муніципалітету
Назва муніципалітету походить від кат. espàrrec — «спаржа».

## Населення
Населення міста (у 2007 р.) становить 21.260 осіб (з них менше 14 років — 16,9%, від 15 до 64 — 70,9%, понад 65 років — 12,2%). У 2006 р. народжуваність склала 284 особи, смертність — 132 особи, зареєстровано 127 шлюбів. У 2001 р. активне населення становило 9.288 осіб, з них безробітних — 907 осіб.

Серед осіб, які проживали на території міста у 2001 р., 12.547 народилися в Каталонії (з них 5.160 осіб у тому самому районі, або кумарці), 4.979 осіб приїхало з інших областей Іспанії, а 764 особи приїхали з-за кордону. 

Вищу освіту має 8,9% усього населення. 

У 2001 р. нараховувалося 6.470 домогосподарств (з них 16,9% складалися з однієї особи, 27,9% з двох осіб,24,6% з 3 осіб, 21,8% з 4 осіб, 6,3% з 5 осіб, 1,7% з 6 осіб, 0,4% з 7 осіб, 0,3% з 8 осіб і 0,1% з 9 і більше осіб).

Активне населення міста у 2001 р. працювало у таких сферах діяльності : у сільському господарстві — 0,8%, у промисловості — 40,7%, на будівництві — 8,9% і у сфері обслуговування — 49,5%. 

 У муніципалітеті або у власному районі (кумарці) працює 6.041 особа, поза районом — 4.899 осіб.

### Доходи населення
У 2002 р. доходи населення розподілялися таким чином :
| \| Доходи населення за статтями доходів \| Доходи населення за статтями доходів \| Доходи населення за статтями доходів \| \| Рік \| 2002 р. \| 2001 р. \| \| ------------------------------------ \| ------------------------------------ \| ------------------------------------ \| \| Заробітна платня \| 65,7% \| 67,2% \| \| Доходи від ведення бізнесу \| 19,6% \| 19% \| \| Соціальна допомога \| 14,7% \| 13,8% \| |         |         |
| Доходи населення за статтями доходів |         |         |
| Рік | 2002 р. | 2001 р. |
| Заробітна платня | 65,7%   | 67,2%   |
| Доходи від ведення бізнесу | 19,6%   | 19%     |
| Соціальна допомога | 14,7%   | 13,8%   |

### Безробіття
У 2007 р. нараховувалося 851 безробітний (у 2006 р. — 915 безробітних), з них чоловіки становили 38%, а жінки — 62%.

## Економіка
У 1996 р. валовий внутрішній продукт розподілявся по сферах діяльності таким чином :
| \| Валовий внутрішній продукт \| Валовий внутрішній продукт \| Валовий внутрішній продукт \| \| Рік \| 1996 р. \| 1991 р. \| \| -------------------------- \| -------------------------- \| -------------------------- \| \| Сільське господарство \| 0,1% \| 0% \| \| Промисловість \| 37% \| 0% \| \| Будівництво \| 8,8% \| 0% \| \| Послуги \| 54,1% \| 0% \| |         |         |
| Валовий внутрішній продукт |         |         |
| Рік | 1996 р. | 1991 р. |
| Сільське господарство | 0,1%    | 0%      |
| Промисловість | 37%     | 0%      |
| Будівництво | 8,8%    | 0%      |
| Послуги | 54,1%   | 0%      |

### Підприємства міста

#### Промислові підприємства
| \| Промислові підприємства міста, за сферою діяльності \| Промислові підприємства міста, за сферою діяльності \| Промислові підприємства міста, за сферою діяльності \| \| Рік \| 2002 р. \| 2001 р. \| \| --------------------------------------------------- \| --------------------------------------------------- \| --------------------------------------------------- \| \| Енергетичні та водні ресурси \| 3,7% \| 3% \| \| Хімія та метали \| 11,2% \| 10,9% \| \| Переробка металів \| 39% \| 39,7% \| \| Продукти харчування \| 6,3% \| 6,4% \| \| Текстиль \| 13,4% \| 15,4% \| \| Виробництво меблів, видання \| 16,4% \| 16,5% \| \| Інше \| 10% \| 8,2% \| \| Усього підприємств \| 269 \| 267 \| |         |         |
| Промислові підприємства міста, за сферою діяльності |         |         |
| Рік | 2002 р. | 2001 р. |
| Енергетичні та водні ресурси | 3,7%    | 3%      |
| Хімія та метали | 11,2%   | 10,9%   |
| Переробка металів | 39%     | 39,7%   |
| Продукти харчування | 6,3%    | 6,4%    |
| Текстиль | 13,4%   | 15,4%   |
| Виробництво меблів, видання | 16,4%   | 16,5%   |
| Інше | 10%     | 8,2%    |
| Усього підприємств | 269     | 267     |

#### Роздрібна торгівля
| \| Підприємства роздрібної торгівлі міста, за сферою діяльності \| Підприємства роздрібної торгівлі міста, за сферою діяльності \| Підприємства роздрібної торгівлі міста, за сферою діяльності \| \| Рік \| 2002 р. \| 2001 р. \| \| ------------------------------------------------------------ \| ------------------------------------------------------------ \| ------------------------------------------------------------ \| \| Продукти харчування \| 33,1% \| 31,9% \| \| Одяг та взуття \| 20,5% \| 19,4% \| \| Товари для дому \| 13,7% \| 13,9% \| \| Книги та періодичні видання \| 3,4% \| 4% \| \| Промислова хімічна продукція \| 8% \| 8,1% \| \| Продукція, пов'язана з транспортними засобами \| 3% \| 3,7% \| \| Інше \| 18,3% \| 19% \| \| Усього підприємств \| 263 \| 273 \| |         |         |
| Підприємства роздрібної торгівлі міста, за сферою діяльності |         |         |
| Рік | 2002 р. | 2001 р. |
| Продукти харчування | 33,1%   | 31,9%   |
| Одяг та взуття | 20,5%   | 19,4%   |
| Товари для дому | 13,7%   | 13,9%   |
| Книги та періодичні видання | 3,4%    | 4%      |
| Промислова хімічна продукція | 8%      | 8,1%    |
| Продукція, пов'язана з транспортними засобами | 3%      | 3,7%    |
| Інше | 18,3%   | 19%     |
| Усього підприємств | 263     | 273     |

#### Сфера послуг
| \| Підприємства міста, що працюють у сфері послуг, за діяльністю \| Підприємства міста, що працюють у сфері послуг, за діяльністю \| Підприємства міста, що працюють у сфері послуг, за діяльністю \| \| Рік \| 2002 р. \| 2001 р. \| \| ------------------------------------------------------------- \| ------------------------------------------------------------- \| ------------------------------------------------------------- \| \| Гуртова торгівля \| 17% \| 17,4% \| \| Готелі та готельний бізнес \| 16,6% \| 17,7% \| \| Транспорт та зв'язок \| 22,4% \| 22,4% \| \| Посередницькі фінансові послуги \| 3,3% \| 3,1% \| \| Послуги підприємствам \| 6,5% \| 6,3% \| \| Послуги фізичним особам \| 22,6% \| 21,5% \| \| Нерухомість та ін. \| 11,6% \| 11,6% \| \| Усього підприємств \| 584 \| 553 \| |         |         |
| Підприємства міста, що працюють у сфері послуг, за діяльністю |         |         |
| Рік | 2002 р. | 2001 р. |
| Гуртова торгівля | 17%     | 17,4%   |
| Готелі та готельний бізнес | 16,6%   | 17,7%   |
| Транспорт та зв'язок | 22,4%   | 22,4%   |
| Посередницькі фінансові послуги | 3,3%    | 3,1%    |
| Послуги підприємствам | 6,5%    | 6,3%    |
| Послуги фізичним особам | 22,6%   | 21,5%   |
| Нерухомість та ін. | 11,6%   | 11,6%   |
| Усього підприємств | 584     | 553     |

## Житловий фонд
У 2001 р. 8,5% усіх родин (домогосподарств) мали житло метражем до 59 м², 37,9% — від 60 до 89 м², 32,8% — від 90 до 119 м² і
20,9% — понад 120 м².

З усіх будівель у 2001 р. 44,9% було одноповерховими, 36,4% — двоповерховими, 13,6
% — триповерховими, 3,3% — чотириповерховими, 1% — п'ятиповерховими, 0,5% — шестиповерховими,
0% — семиповерховими, 0,3% — з вісьмома та більше поверхами.

## Автопарк
| \| Автомобілі, зареєстровані у місті, за призначенням \| Автомобілі, зареєстровані у місті, за призначенням \| Автомобілі, зареєстровані у місті, за призначенням \| \| Рік \| 2006 р. \| 2005 р. \| \| -------------------------------------------------- \| -------------------------------------------------- \| -------------------------------------------------- \| \| Приватні автомобілі \| 57,2% \| 57,3% \| \| Мотоцикли \| 6,4% \| 6,1% \| \| Вантажівки \| 11,9% \| 11,9% \| \| Трактори \| 0,7% \| 0,5% \| \| Автобуси та ін. \| 23,8% \| 24,2% \| \| Усього автомобілів \| 18.693 шт. \| 17.832 шт. \| |            |            |
| Автомобілі, зареєстровані у місті, за призначенням |            |            |
| Рік | 2006 р.    | 2005 р.    |
| Приватні автомобілі | 57,2%      | 57,3%      |
| Мотоцикли | 6,4%       | 6,1%       |
| Вантажівки | 11,9%      | 11,9%      |
| Трактори | 0,7%       | 0,5%       |
| Автобуси та ін. | 23,8%      | 24,2%      |
| Усього автомобілів | 18.693 шт. | 17.832 шт. |

## Вживання каталанської мови
У 2001 р. каталанську мову у місті розуміли 95,3% усього населення (у 1996 р. — 95,3%), вміли говорити нею 74% (у 1996 р. — 
75,3%), вміли читати 74,7% (у 1996 р. — 71,3%), вміли писати 50,9
% (у 1996 р. — 46,2%). Не розуміли каталанської мови 4,7%.

## Політичні уподобання
У виборах до Парламенту Каталонії у 2006 р. взяло участь 8.331 особа (у 2003 р. — 8.890 осіб). Голоси за політичні сили розподілилися таким чином:
| \| Вибори до Парламенту Каталонії \| Вибори до Парламенту Каталонії \| Вибори до Парламенту Каталонії \| \| Рік \| 2006 р. \| 2003 р. \| \| -------------------------------------- \| ------------------------------ \| ------------------------------ \| \| Конвергенція та Єднання (CiU) \| 27,8% \| 27,1% \| \| Соціалістична партія Каталонії (PSC) \| 31,5% \| 35,6% \| \| Народна партія (PP) \| 10,1% \| 11,3% \| \| Ініціатива за Каталонію — Зелені (ICV) \| 10% \| 7,9% \| \| Республіканська лівиця Каталонії (ERC) \| 15,2% \| 16,8% \| \| Громадяни — Громадянська партія (C's) \| 2,5% \| 0% \| \| Інші \| 2,9% \| 1,3% \| |         |         |
| Вибори до Парламенту Каталонії |         |         |
| Рік | 2006 р. | 2003 р. |
| Конвергенція та Єднання (CiU) | 27,8%   | 27,1%   |
| Соціалістична партія Каталонії (PSC) | 31,5%   | 35,6%   |
| Народна партія (PP) | 10,1%   | 11,3%   |
| Ініціатива за Каталонію — Зелені (ICV) | 10%     | 7,9%    |
| Республіканська лівиця Каталонії (ERC) | 15,2%   | 16,8%   |
| Громадяни — Громадянська партія (C's) | 2,5%    | 0%      |
| Інші | 2,9%    | 1,3%    |

У муніципальних виборах у 2007 р. взяло участь 8.248 осіб (у 2003 р. — 9.152 особи). Голоси за політичні сили розподілилися таким чином:
| \| Муніципальні вибори \| Муніципальні вибори \| Муніципальні вибори \| \| Рік \| 2007 р. \| 2003 р. \| \| -------------------------------------- \| ------------------- \| ------------------- \| \| Конвергенція та Єднання (CiU) \| 10,1% \| 8,8% \| \| Соціалістична партія Каталонії (PSC) \| 34,5% \| 34% \| \| Народна партія (PP) \| 7,5% \| 8,7% \| \| Ініціатива за Каталонію — Зелені (ICV) \| 24,3% \| 32,5% \| \| Республіканська лівиця Каталонії (ERC) \| 9,7% \| 6,9% \| \| Громадяни — Громадянська партія (C's) \| 0% \| 0% \| \| Інші \| 13,9% \| 9,2% \| |         |         |
| Муніципальні вибори |         |         |
| Рік | 2007 р. | 2003 р. |
| Конвергенція та Єднання (CiU) | 10,1%   | 8,8%    |
| Соціалістична партія Каталонії (PSC) | 34,5%   | 34%     |
| Народна партія (PP) | 7,5%    | 8,7%    |
| Ініціатива за Каталонію — Зелені (ICV) | 24,3%   | 32,5%   |
| Республіканська лівиця Каталонії (ERC) | 9,7%    | 6,9%    |
| Громадяни — Громадянська партія (C's) | 0%      | 0%      |
| Інші | 13,9%   | 9,2%    |